# Gladbeck

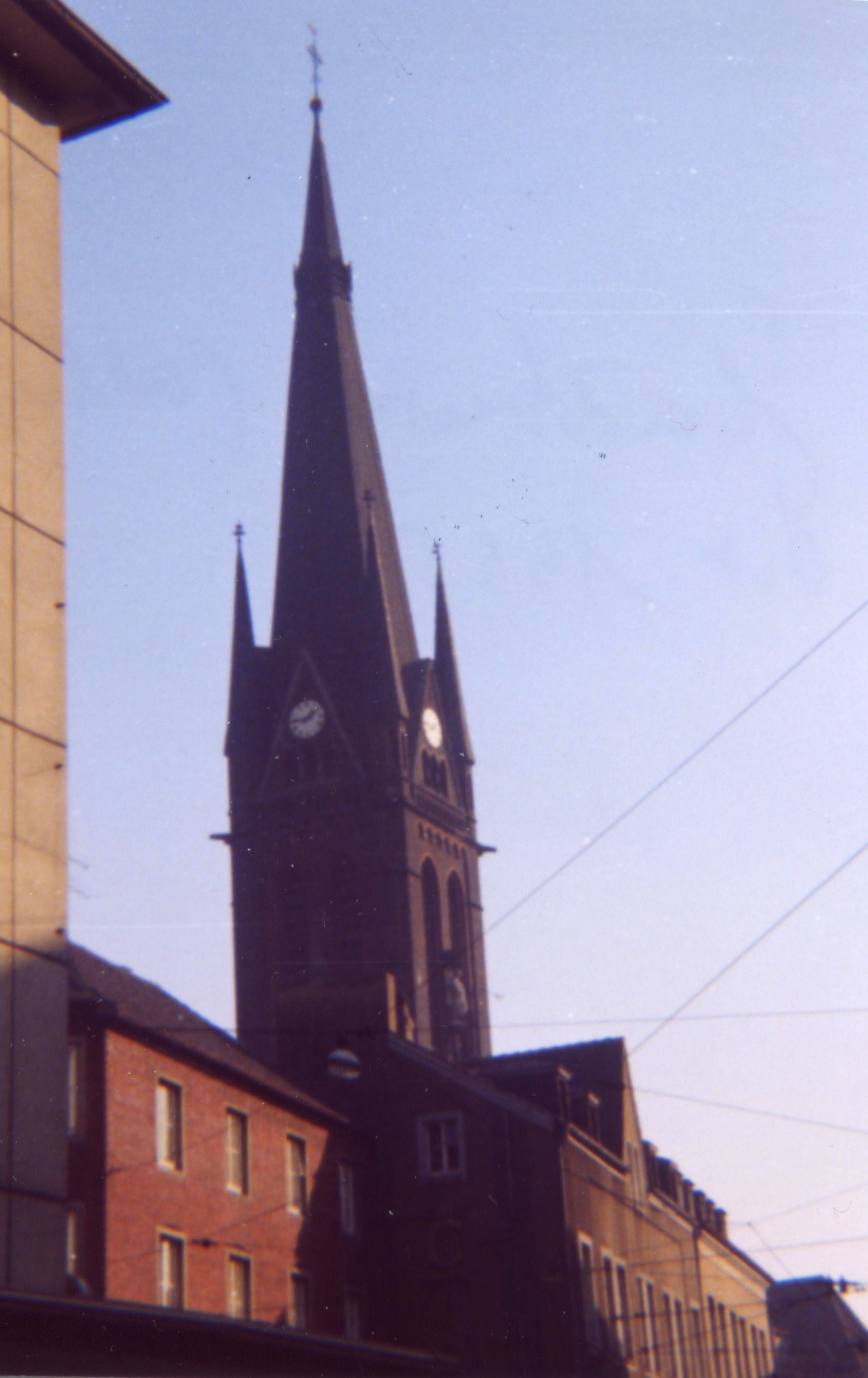
Kościół św. Lamberta w Gladbeck (St. Lamberti)

Gladbeck − miasto w Niemczech w kraju związkowym Nadrenia Północna-Westfalia, w rejencji Münster, w powiecie Recklinghausen. Powierzchnia miasta wynosi 35,91 km² i zamieszkiwana jest przez 75 253 osoby (31.12.2010). Średnia wysokość to 52 m n.p.m.

## Gospodarka
W mieście rozwinął się przemysł elektrotechniczny, metalowy, chemiczny, precyzyjny oraz odzieżowy.

## Dzielnice
- Brauck
- Butendorf
- Ellinghorst
- Mitte
- Ost
- Rentfort
- Rosenhügel
- Schultendorf
- Zweckel

## Demografia
- Liczba mieszkańców miasta w poszczególnych latach:
  - 1575: 1 500
  - 1800: 2 000
  - 1900: 11 704
  - 1916: 48 302
  - 1945: 59 439
  - 1965: 84 097
  - 2006: 77 436

## Urodzeni w Gladbeck
- Annika Drazek – niemiecka bobsleistka
- Julian Draxler – niemiecki piłkarz

## Współpraca
Miejscowości partnerskie:
- Alanya, Turcja
- Enfield, Wielka Brytania
- Fushun, Chiny
- Marcq-en-Barœul, Francja
- Schwechat, Austria
- Wandlitz, Brandenburgia
- Wodzisław Śląski, Polska